# サン・マルティーノ・シッコマーリオ
サン・マルティーノ・シッコマーリオ（伊: San Martino Siccomario）は、イタリア共和国ロンバルディア州パヴィーア県にある、人口約6,400人の基礎自治体（コムーネ）。

## 地理

### 位置・広がり

#### 隣接コムーネ
隣接するコムーネは以下の通り。
- カルボナーラ・アル・ティチーノ
- カーヴァ・マナーラ
- パヴィーア
- トラヴァコ・シッコマーリオ

### 気候分類・地震分類
気候分類では、zona E, 2623 GGに分類される。
また、イタリアの地震リスク階級 (it) では、zona 3 (sismicità bassa) に分類される
。

## 行政

### 分離集落
サン・マルティーノ・シッコマーリオには、以下の分離集落（フラツィオーネ）がある。
- Aliarolo, Bivio Cava Manara, Cascina Bargitta, Cascina Maddalena, Cascina Zerbi, Case Nuove, Colombarolo, Gallo, Gravellone, La Madonna, Molinello, Paradiso Nuovo, Paradiso Vecchio, Santa Croce, Torre dei Cani